# Spermacoce ruelliae
Spermacoce ruelliae är en måreväxtart som beskrevs av Dc.. Spermacoce ruelliae ingår i släktet Spermacoce och familjen måreväxter. Inga underarter finns listade i Catalogue of Life.